# 904년

## 연호
- 당(唐) 천복(天復) 4년 / 천우(天祐) 원년
- 후백제(後百濟) 정개(政開) 5년
- 태봉(泰封) 무태(武泰) 원년
- 일본(日本) 엔기(延喜) 4년

## 기년
- 당(唐) 애종(哀宗) 원년
- 신라(新羅) 효공왕(孝恭王) 8년
- 후백제(後百濟) 견훤(甄萱) 13년
- 발해(渤海) 대위해(大瑋瑎) 11년
- 태봉(泰封) 궁예(弓裔) 10년

## 사건
- 궁예가 국호를 후고구려에서 마진으로 바꾸고, 연호를 무태라 함.